# 4261 Gekko
A 4261 Gekko (ideiglenes jelöléssel 1989 BJ) a Naprendszer kisbolygóövében található aszteroida. Y. Oshima fedezte fel 1989. január 28-án.